# Wilhelm Walch
Wilhelm „Willi“ Walch (* 4. Jänner 1912 in Stuben, Vorarlberg; † 22. Juni 1941) war ein österreichischer und deutscher Skirennläufer. In den 1930er- und Anfang der 1940er-Jahre gewann er zahlreiche internationale Rennen. 1937 wurde er Vizeweltmeister im Slalom und zwei Jahre später Vizeweltmeister in der Kombination.

## Biografie
Willi Walch, dessen älterer Bruder Emil ebenfalls Skirennläufer war, bestritt seine ersten Rennen im Alter von 16 Jahren. 1932 gewann er bei den Madloch-Rennen in Lech die Abfahrt und die Kombination, im Slalom wurde er Zweiter. Im selben Jahr belegte er bei den Arlberg-Kandahar-Rennen in St. Anton den vierten Platz im Slalom und Rang fünf in der Kombination. 1935 wurde er Vierter in der Arlberg-Kandahar-Abfahrt in Mürren.
Im Winter 1936 siegte Walch im Slalom und in der Kombination von Seefeld sowie in der Abfahrt von Garmisch-Partenkirchen. Weitere Podestplätze gelangen ihm unter anderem in den Abfahrten von Wengen und Kitzbühel. An den Olympischen Winterspielen 1936 konnte Walch nicht teilnehmen, bei den kurz darauf stattfindenden Weltmeisterschaften in Innsbruck belegte er den fünften Platz im Slalom und jeweils Rang sieben in Abfahrt und Kombination.
Im Winter 1937 gewann Walch jeweils Slalom und Kombination in Wengen und Kitzbühel, den Slalom in Garmisch und die Abfahrt der Arlberg-Kandahar-Rennen in Mürren. Bei den Weltmeisterschaften 1937 in Chamonix gewann der Vorarlberger hinter dem Franzosen Émile Allais die Silbermedaille im Slalom. Die Abfahrt beendete er aber nur auf dem enttäuschenden 16. Rang und vergab damit auch die Chance auf eine weitere Medaille in der Kombination. In der nächsten Saison konnte Walch vier Kombinationen in Kitzbühel, Wengen, Megève und am Feldberg gewinnen. Darüber hinaus gewann er die Kombination der österreichischen Meisterschaften in Murau. An den Weltmeisterschaften 1938 konnte er jedoch nicht teilnehmen, da er sich kurz davor verletzt hatte.
Nach dem Anschluss Österreichs startete Walch ab 1939 für das Deutsche Reich. Bei den Deutschen Meisterschaften, die 1939 in Kitzbühel stattfanden, gewann er die Abfahrt und die Kombination. Ebenso gewann er die Abfahrten in Garmisch und Luchon sowie die Kombination in Wengen. Bei den Weltmeisterschaften 1939 belegte Walch zunächst den vierten Platz in der Abfahrt. Zwei Tage später holte er sich die Bronzemedaille im Slalom und gewann damit auch noch Silber in der Kombination.
Im Jahr 1940 feierte er seinen letzten Sieg im Slalom am Feldberg, bei der Wintersportwoche in Garmisch wurde er mit Rang drei in Abfahrt und Slalom Zweiter in der Kombination. Im nächsten Winter konnte er wegen eines Beinbruchs längere Zeit nicht an Rennen teilnehmen, erst gegen Saisonende erreichte er in der Abfahrt von St. Anton noch einen dritten Platz. Im selben Jahr wurde Walch zur Wehrmacht eingezogen. Nach seiner Grundausbildung kam er im Sommer 1941 an die Ostfront und fiel am ersten Tag des Angriffs auf die Sowjetunion als Angehöriger des Gebirgsjägerregiments 98 bei Oleszyce.

## Erfolge

### Weltmeisterschaften
- Innsbruck 1936: 5. Slalom, 7. Abfahrt, 7. Kombination
- Chamonix 1937: 2. Slalom, 9. Kombination, 16. Abfahrt
- Zakopane 1939: 2. Kombination, 3. Slalom, 4. Abfahrt

### Nationale Meisterschaften
- Österreichischer Meister in der Kombination 1938
- Deutscher Meister in Abfahrt und Kombination 1939